# Pierre de La Primaudaye
Pierre de La Primaudaye (* 1546; † 1619) war ein französischer Literat und Moralphilosoph.

## Leben und Werk
Pierre de La Primaudaye entstammte einer protestantischen Adelsfamilie und stand im Dienste der Könige Heinrich III. und Heinrich IV. Er war Mitglied der calvinistischen Kirche von Saumur.
Pierre de La Primaudaye war Ende des 16. Jahrhunderts bekannt für sein moralphilosophisches Werk Académie française (3 Bde. 1577–1580–1590), das mit den Essais von Michel de Montaigne rivalisierte, aber heute vergessen ist (1972 nachgedruckt). Es wurde ins Englische (1586), Italienische (1592) und Deutsche (1593–1594, 1658) übersetzt. 1599 schob La Primaudaye noch einen Band über die christliche Philosophie nach. Eine Gesamtausgabe erschien 1613 in Saumur. Daneben veröffentlichte La Primaudaye religiöse Dichtung.

## Werke (Auswahl)

### Académie françoise
- Académie françoise, en laquelle est traicté de l’institution des moeurs et de ce qui concerne le bien et heureusement vivre en tous estats et conditions. G. Chaudière, Paris 1577. Slatkine, Genf 1972.
  - (englisch) The French Academie. 1586. Olms, Hildesheim 1972.
  - (italienisch) Academia Francese. Nella Qvale Si Tratta della Institution de’costumi,&di quello, che concerne il bene,&felicemente viuere, in ogni stato,&conditione, secondo i Precetti della Dottrina,&essempi della vita de gli Antichi Saui,&huomini Illustri. Guerigli, Venedig 1596, 1601. (übersetzt von Alessandro Raverij da Cesena)
  - (deutsch) "Academia gallica", ein überauss vortreffenlich herzlich und weiss academisch Gesprech von Tugenden und Untugenden der Menschen... in frantzösischer Sprach beschriben : durch... Petern de La Primaudaye,... in die teutsche Sprach... gebracht durch Jacob Rahtgeben von Speyr, fürstlichen Württembergischen Cammersecretarium zu Mümpelgart. Gedruckt zu Mümpelgart durch Jacob Foillet fürstlichen Buchdrucker in Verlegung Peter Fischer. 1593–1594.[2] (übersetzt von Jakob Rathgeb, 1560–1621)
  - (deutsch) Academica Gallica. Das ist Herliche und anmutige Bespräch erlicher Französischen vom Adel/von guten Sitten/Tugend und Untugenden der Menschen. Wächtler, Frankfurt am Main 1658.
- Suite de l’Académie françoise. G. Chaudière, Paris 1580. Slatkine, Genf 1972.
- Troisième tome de l’Académie françoise. Guillaume Chaudière, Paris 1590. Slatkine, Genf 1972.
- La philosophie chrestienne de l’Academie françoise; Des vrais & seuls moyens de la vie bien-heureuse. Par Pierre de La Primaudaye, Escuyer, sieur de la Barree, Conseiller & Maistre d’hostel du Roy. Jaques Chouët, Genf 1599.
- L’Académie françoise, divisée en quatre livres. De la philosophie humaine et morale et de la naturelle et divine... Nouvelle édition reveue. Par Pierre de La Primaudaye. T. Portau, Saumur 1613.

### Religiöse Texte
- Cent cinquante quatrains sur les pseaumes de David. Jehan Richer, Paris 1581.
- Les Vrayes consolations et sainctes prières de l’âme fidèle. 3. Auflage. M. Guillemot, Paris 1604.
  - (deutsch) Christliche Gebett Einer andächtigen Seelen/ umb abwendung aller hindernus der wahren/ ungeferbten Gottseligkeit/ und umb bescherung der vollkommenheit eines heyligen Lebens. Aubry und Schleich, Frankfurt am Main 1624. (übersetzt von Caspar Dornau, 1577–1632)
- Advis sur la nécessité et forme d’un S. Concile pour l’union des Églises chrestiennes en la foy catholique. 2. Auflage. C. Girard et J. Moussat, Saumur 1611.